# Plata (III)
La plata (III) o AgIII es un estado de oxidación poco común en el que se encuentra la plata en algunos compuestos. Debido a la acidez y capacidad oxidante que presentaría el catión Ag3+, no es posible encontrarlo libre en solución ni siquiera en medios altamente ácidos.

## Compuestos
Algunos de los compuestos estables en los que se encuentra son:
- AgIAgIIIO2[2] óxido de plata(I,III)
- K[AgF4] tetrafluoroargentato(III) de potasio